# Diarrhena fauriei
Diarrhena fauriei là một loài thực vật có hoa trong họ Hòa thảo. Loài này được (Hack.) Ohwi mô tả khoa học đầu tiên năm 1941.